# David Charap
David Charap (* 26. September 1965 in London) ist ein britischer Filmeditor.

## Leben und Werk
Charap wurde in London als Sohn eines englischen Arztes und einer US-amerikanischen Künstlerin geboren.
Seit den frühen 1990er Jahren arbeitete er zunächst in Tschechien als Filmeditor. 1996 hat er zum ersten Mal in einem Film mit dem vielfach ausgezeichneten tschechischen Regisseur Petr Zelenka zusammengearbeitet, der ihn für vier Filme als Editor eingesetzt hat, darunter 2002 „Das Jahr des Teufels“ (Rok dábla), für den Charap 2003 den Český lev gewann. Er hat u. a. mit dem Oscarpreisträger Pawel Pawlikowski in The Last Resort (2000) und My Summer of Love (2004), beide mit einem BAFTA ausgezeichnet, zusammengearbeitet.
Inzwischen war er außer in Tschechien vor allem in Großbritannien an rund 80 Dokumentar- und Spielfilmen und Fernsehserien beteiligt. Er hat Editing – speziell von Dokumentarfilmen – in Masterklassen in London und in Teheran unterrichtet.

### Dokumentarfilme
David Charap ist ein viel beschäftigter Editor von Dokumentarfilmen, von denen viele mit Filmpreisen ausgezeichnet wurden. Enemies of the People (2009) von Rob Lemkin und Thet Sambath über die Schreckensherrschaft der Roten Khmer gewann 22 Filmpreise. 2017 setzten ihn David Adams und Philip Sands als Editor in ihrem Film What Our Fathers Did: A Nazi Legacy ein, in dem sich ein jüdischer Menschenrechtsanwalt mit zwei Söhnen von Nazi-Tätern unterhält und sich auf Spurensuche nach Russland und in die Ukraine begibt.
2020 editierte er zusammen mit Regisseur Thomas Imbach dessen Film Nemesis über den langwierigen Abriss des historischen Zürcher Güterbahnhofs und den Neubau eines Gefängnis- und Polizeizentrums an derselben Stelle. Der Film wurde mit insgesamt 8 Filmpreisen ausgezeichnet, Charap erhielt beim DOK.fest München zusammen mit Imbach den DOK.edit-Award. Im selben Jahr war er als Editor an Jerry Rothwells Dokumentarfilm  Warum ich euch nicht in die Augen schauen kann über einen autistischen jungen Japaner beteiligt. Der Film erhielt 9 Filmpreise.

## Preise und Auszeichnungen
Charap hat vier Filmpreise, darunter einen BAFTA, gewonnen und wurde für acht weitere nominiert.

## Filmografie (Auswahl)
- 1999: Black and White in Color – Vera Bila (Dokumentarfilm)
- 2000: The Last Resort
- 2002: Das Jahr des Teufels (Rok ďábla)
- 2004: My Summer of Love
- 2009: Enemies of the People (Dokumentarfilm)
- 2009: Der Schrei der Eule (The Cry of the Owl)
- 2010: Manche Hunde beißen (Some Dogs Bite)
- 2011: Der Sezierer (The Mortician)
- 2011: The Deep Blue Sea
- 2011: Die geheimnisvolle Fremde (La Femme du Vème)
- 2015: What Our Fathers Did: A Nazi Legacy (Dokumentarfilm)
- 2015: Sunset Song
- 2016: Der wunderbare Garten der Bella Brown (This Beautiful Fantastic)
- 2017: Jawbone
- 2020: Warum ich euch nicht in die Augen schauen kann (The Reason I Jump)
- 2020: Nemesis (Dokumentarfilm)
- 2023: Close to You
- 2023: Dance First
- 2024: The Return
- 2025: The Exposure